# Arquidiócesis de Paraná
La arquidiócesis de Paraná (en latín: Archidioecesis Paranensis) es una circunscripción eclesiástica de la Iglesia católica en Argentina. Se trata de una arquidiócesis latina, sede metropolitana de la provincia eclesiástica de Paraná. Desde el 28 de mayo de 2025 su arzobispo es Raúl Martín.

## Territorio y organización

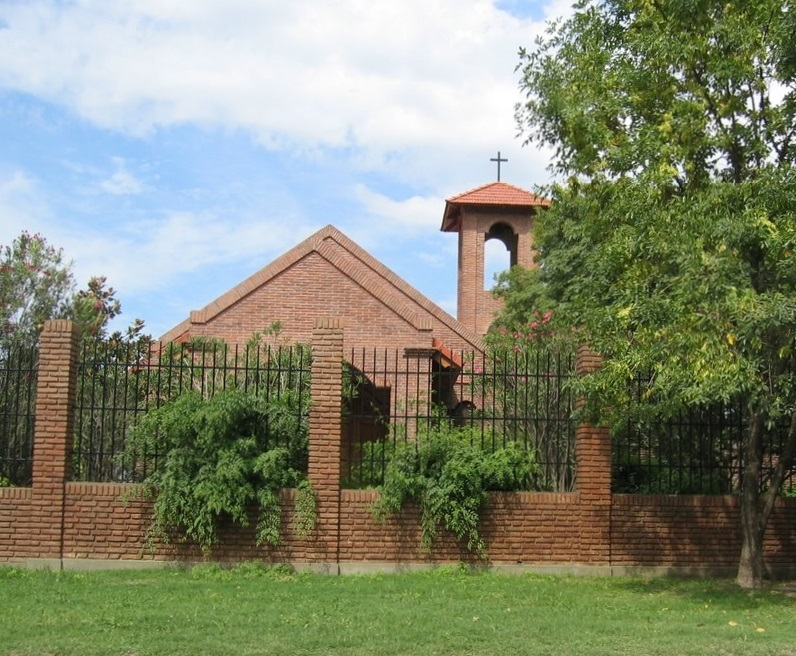
Monasterio de Carmelitas Descalzas de Nogoyá

La arquidiócesis tiene 30 348 km² y extiende su jurisdicción sobre los fieles católicos de rito latino residentes en la provincia de Entre Ríos en los departamentos de: Diamante, Feliciano, La Paz, Nogoyá, Paraná, Villaguay y los distritos Achiras, Banderas y Sauce de Luna del departamento Federal. Comprende además el distrito Walter Moss del departamento San Salvador, que perteneció al departamento Villaguay hasta 1995. La Aldea San Isidro y la localidad de Conscripto Bernardi, ubicadas en la parte sur del distrito Banderas del departamento Federal, aunque pertenecen al territorio de la arquidiócesis de Paraná, la parroquia San Isidro Labrador que las comprende está pastoralmente sujeta a la diócesis de Concordia.
La sede de la arquidiócesis se encuentra en la ciudad de Paraná, en donde se halla la Catedral Nuestra Señora del Rosario. En Nogoyá se encuentra la basílica menor de Nuestra Señora del Carmen.
La arquidiócesis tiene como sufragáneas a las diócesis de: Concordia y Gualeguaychú.
En 2021 en la arquidiócesis existían 50 parroquias y 3 cuasiparroquias.

## Historia
El 23 de octubre de 1730 fue erigida la parroquia del Pago de la Otra Banda del Paraná, en el lugar de la futura catedral.
En diciembre de 1853 el nuevo presidente de la Confederación Argentina, Justo José de Urquiza, nombró como agente confidencial argentino cerca del papa al cónsul pontificio en Montevideo, Salvador Ximénez —quién fue también agente confidencial de Entre Ríos cuando Urquiza era su gobernador—, en busca de lograr romper la incomunicación con la Santa Sede, firmar un concordato y de erigir un vicariato apostólico en el Litoral fluvial separado de la diócesis de Buenos Aires —entonces el Estado de Buenos Aires era independiente de la confederación—. Se buscaba también la creación de una nunciatura apostólica en la nueva capital argentina, Paraná. El Congreso nacional el 25 de septiembre de 1855 sancionó una ley que habilitaba al Poder Ejecutivo nacional a iniciar los trámites civiles y canónicos para la erección de la diócesis del Litoral, comprendiendo las provincias de Entre Ríos, Santa Fe y Corrientes. Por un decreto de octubre de 1855 José Leonardo Acevedo, delegado eclesiástico de Entre Ríos, fue presentado para el obispado creado por el gobierno en el Litoral con sede en Paraná. En enero de 1856 Juan Bautista Alberdi fue asignado para gestionar ante la Santa Sede la aceptación de esas decisiones, quien redactó un memorándum que elevó al papa el 14 de mayo de 1856. La Santa Sede, sin embargo, no accedió a ninguna de las peticiones, pero a comienzos de 1858 llegó a Paraná Marino Marini con el título de delegado apostólico y arzobispo titular de Palmira y amplias facultades. Cumpliendo un mandato papal el 4 de agosto de 1858 Marini erigió el vicariato apostólico de Paraná, coincidente con el obispado creado por el Congreso, y designó a Miguel Vidal como vicario apostólico en lugar del fallecido Acevedo. La instalación de Vidal tuvo lugar el 15 de agosto de 1858.
El 17 de agosto de 1858 Urquiza decretó la presentación ante la Santa Sede de Luis José Gabriel Segura y Cubas como candidato a obispo de Paraná y envió a Roma a Juan del Campillo para tramitarlo. Aunque la desmembración de la diócesis de Buenos Aires (hoy arquidiócesis) hecha por Marini era definitiva y tenía la autorización del papa, el vicariato apostólico fue considerado como provisorio y el 13 de junio de 1859 el papa Pío IX emitió la bula Vel a primis que erigió la diócesis de Paraná confirmando la separación de su territorio de la diócesis de Buenos Aires. Luis José Gabriel Segura y Cubas fue preconizado como su primer obispo y el 19 de agosto de 1860 fue consagrado e instalado.
Originariamente sufragánea de la arquidiócesis de La Plata o Charcas (hoy arquidiócesis de Sucre en Bolivia), el 5 de marzo de 1865 entró a formar parte de la provincia eclesiástica de la arquidiócesis de Buenos Aires.
Al finalizar la guerra de la Triple Alianza que Argentina libró contra Paraguay, en 1870 Argentina anexó y comenzó a ocupar las áreas de las actuales provincia de Misiones, Chaco, Formosa y el noreste de la de Corrientes, por lo que esos sectores quedaron de hecho dentro del territorio de la diócesis de Paraná.
El 15 de febrero de 1897 la diócesis cedió la parte de su territorio al oeste del río Paraná para la erección de la diócesis de Santa Fe (hoy arquidiócesis de Santa Fe de la Vera Cruz) mediante la bula In Petri Cathedra del papa León XIII.
El 3 de febrero de 1910 cedió el territorio de la provincia de Corrientes y del territorio nacional de Misiones para la erección de la diócesis de Corrientes (hoy arquidiócesis) mediante una bula del papa Pío X, por lo que la diócesis de Paraná quedó restringida a la provincia de Entre Ríos.
El 20 de abril de 1934 fue elevada al rango de arquidiócesis metropolitana con la bula Nobilis Argentinae nationis del papa Pío XI, con las diócesis de Corrientes (hasta el 10 de abril de 1961) y de Santiago del Estero (hasta el 11 de febrero de 1957) como sufragáneas.

Quapropter, praeter Bonaërensem ecclesiasticam provinciam, unam, uti diximus, illic iam exsistentem, sex alias provincias, tenore praesentium eademque suprema auctoritate Nostra, erigimus ac statuimus, nempe: (...) Paranensem, (...) A Bonaerensi igitur provincia et ab eius metropolitana ecclesia sedes omnes, quae ipsi hucusque suffraganeae fuerunt, videlicet: (...) Corrientensem, (...), Paranensem, (...) S. Iacobi de Estero, (...) separamus, eique posthac Mercedensem et Amlensem dioeceses uti suffraganeas assignandus. (...) Provincia ecclesiastica Paranensis eiusdem nominis ecclesia, quam metropolitanam constituimus, constabit, nec non dioecesibus Corrientensi et S. Iacobi de Estero, quae ipsi in posterum erunt suffraganeae.
Parte de la bula Nobilis Argentinae nationis

El 11 de febrero de 1957 cedió otra porción de su territorio para la erección de la diócesis de Gualeguaychú mediante la bula Quandoquidem adoranda del papa Pío XII, quedando la nueva diócesis como su sufragánea.
La última reducción de su territorio ocurrió el 10 de abril de 1961 para la erección de la diócesis de Concordia mediante la bula Dum in nonnullis del papa Juan XXIII, quedando también como su sufragánea.
El 18 de diciembre de 1984, con la carta apostólica Multi quidem del papa Juan Pablo II, fue confirmada Nuestra Señora del Rosario como patrona principal de la arquidiócesis.
El 9 de abril de 1987 la arquidiócesis recibió la visita del papa Juan Pablo II.

## Estadísticas
Según el Anuario Pontificio 2022 la arquidiócesis tenía a fines de 2021 un total de 547 000 fieles bautizados.
| Año                                                                             | Población | Población | Población      | Sacerdotes | Sacerdotes | Sacerdotes | Católicos por sacerdote | Diáconos permanentes | Religiosos | Religiosos | Parroquias y cuasiparroquias |
| Año                                                                             | Católicos | Total     | % de católicos | Total      | Diocesanos | Regulares  | Católicos por sacerdote | Diáconos permanentes | Masculinos | Femeninos  | Parroquias y cuasiparroquias |
| ------------------------------------------------------------------------------- | --------- | --------- | -------------- | ---------- | ---------- | ---------- | ----------------------- | -------------------- | ---------- | ---------- | ---------------------------- |
| 1950                                                                            | 720 000   | 826 414   | 87.1           | 177        | 105        | 72         | 4067                    |                      | 119        | 477        | 55                           |
| 1965                                                                            | 367 000   | 407 458   | 90.1           | 86         | 60         | 26         | 4267                    |                      | 41         | 331        | 32                           |
| 1970                                                                            | 432 000   | 480 000   | 90.0           | 93         | 63         | 30         | 4645                    |                      | 43         | 290        | 37                           |
| 1976                                                                            | 350 000   | 377 775   | 92.6           | 85         | 58         | 27         | 4117                    |                      | 37         | 225        | 39                           |
| 1980                                                                            | 354 000   | 382 000   | 92.7           | 74         | 54         | 20         | 4783                    |                      | 26         | 201        | 40                           |
| 1990                                                                            | 426 000   | 464 137   | 91.8           | 75         | 59         | 16         | 5680                    |                      | 24         | 192        | 45                           |
| 1999                                                                            | 426 150   | 502 500   | 84.8           | 110        | 93         | 17         | 3874                    |                      | 29         | 168        | 47                           |
| 2000                                                                            | 426 150   | 502 500   | 84.8           | 119        | 102        | 17         | 3581                    |                      | 27         | 162        | 49                           |
| 2001                                                                            | 452 250   | 502 500   | 90.0           | 122        | 107        | 15         | 3706                    |                      | 29         | 173        | 45                           |
| 2002                                                                            | 452 250   | 502 500   | 90.0           | 124        | 109        | 15         | 3647                    |                      | 28         | 173        | 45                           |
| 2003                                                                            | 452 250   | 502 500   | 90.0           | 128        | 103        | 25         | 3533                    |                      | 33         | 180        | 46                           |
| 2004                                                                            | 452 250   | 502 500   | 90.0           | 117        | 104        | 13         | 3865                    |                      | 21         | 188        | 49                           |
| 2013                                                                            | 541 000   | 602 000   | 89.9           | 137        | 126        | 11         | 3948                    |                      | 19         | 140        | 50                           |
| 2016                                                                            | 521 900   | 614 000   | 85.0           | 125        | 114        | 11         | 4175                    | 1                    | 19         | 122        | 50                           |
| 2019                                                                            | 536 350   | 631 000   | 85.0           | 126        | 118        | 8          | 4256                    | 2                    | 16         | 122        | 50                           |
| 2021                                                                            | 547 000   | 643 000   | 85.1           | 124        | 116        | 8          | 4411                    | 4                    | 12         | 97         | 50                           |
| Fuente: Catholic-Hierarchy, que a su vez toma los datos del Anuario Pontificio. |           |           |                |            |            |            |                         |                      |            |            |                              |

Existen en la arquidiócesis 200 iglesias y capillas, 1 santuario, 2 monasterios femeninos, 8 casas de religiosos y 43 de religiosas. Además, cuenta con 82 centros educativos.

## Episcopologio

### Obispos
| Imagen | Obispo                             | Inicio                | Fin                              | Referencias |
|        | Luis José Gabriel Segura y Cubas † | 20 de junio de 1859   | 13 de octubre de 1862 falleció   | [ 12 ]      |
|        | Sede vacante                       | 13 de octubre de 1862 | 27 de marzo de 1865              |             |
|        | José María Gelabert y Crespo †     | 27 de marzo de 1865   | 23 de noviembre de 1897 falleció | [ 13 ]      |
|        | Rosendo de la Lastra y Gordillo †  | 8 de febrero de 1898  | 3 de julio de 1909 falleció      | [ 14 ]      |
|        | Abel Juan Bazán y Bustos †         | 7 de febrero de 1910  | 25 de abril de 1926 falleció     | [ 15 ]      |
|        | Julián Pedro Martínez †            | 7 de julio de 1927    | 28 de julio de 1934 renunció     | [ 16 ]      |

### Arzobispos
| Imagen | Arzobispo                          | Inicio                          | Fin                             | Referencias |
|        | Zenobio Lorenzo Guilland †         | 18 de septiembre de 1934        | 12 de febrero de 1962 falleció  | [ 17 ]      |
|        | Adolfo Servando Tortolo †          | 6 de septiembre de 1962         | 1 de abril de 1986 renunció     | [ 18 ]      |
|        | Cardenal Estanislao Esteban Karlic | 1 de abril de 1986 por sucesión | 29 de abril de 2003 retirado    | [ 19 ]      |
|        | Mario Luis Bautista Maulión †      | 29 de abril de 2003             | 4 de noviembre de 2010 retirado | [ 20 ]      |
|        | Juan Alberto Puiggari              | Desde el 4 de noviembre de 2010 | 28 de mayo de 2025              | [ 21 ]      |
|        | Raúl Martín                        | Desde el 28 de mayo de 2025     |                                 |             |

## Galería de imágenes

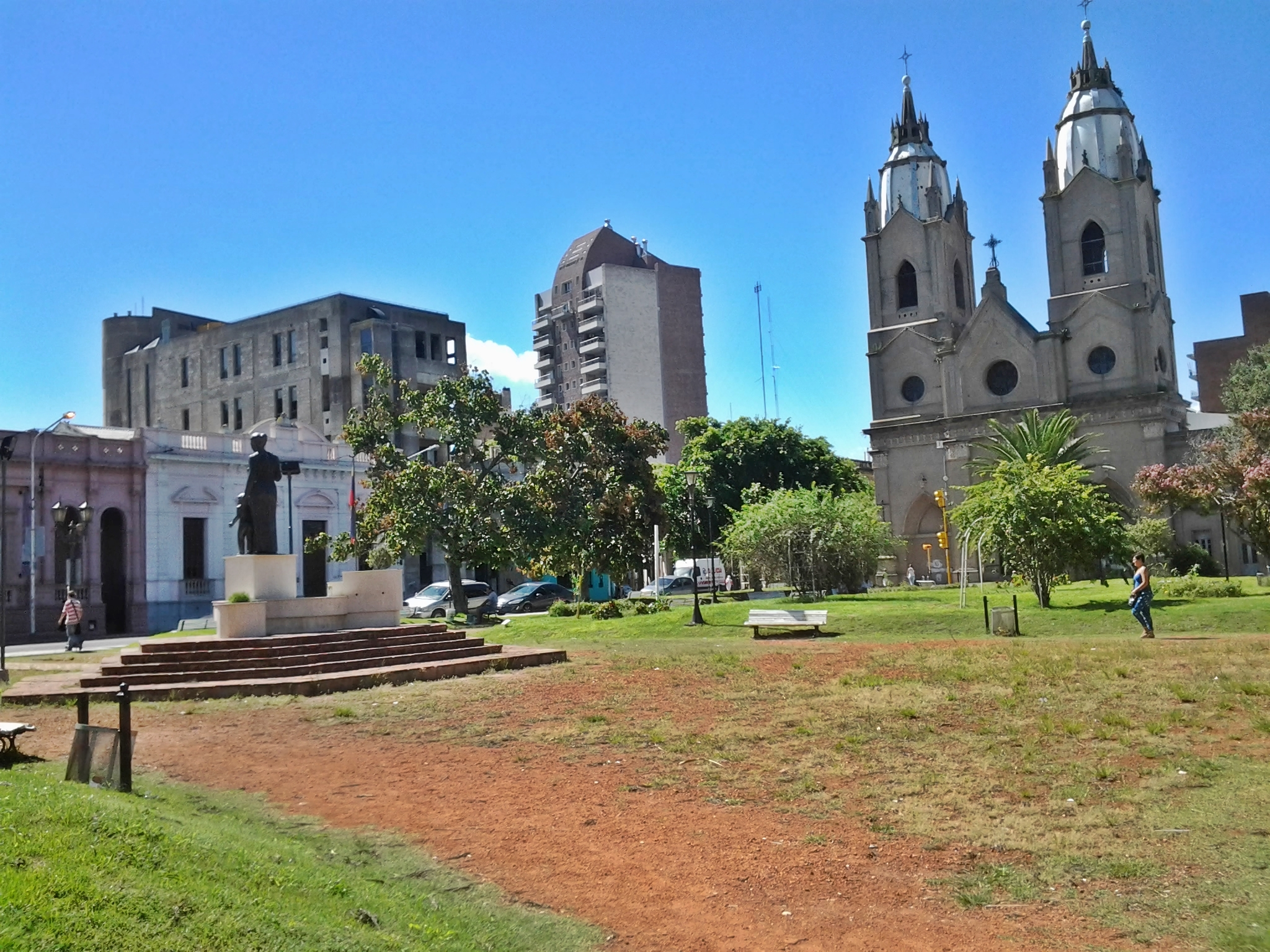
Iglesia de San Miguel (Paraná)
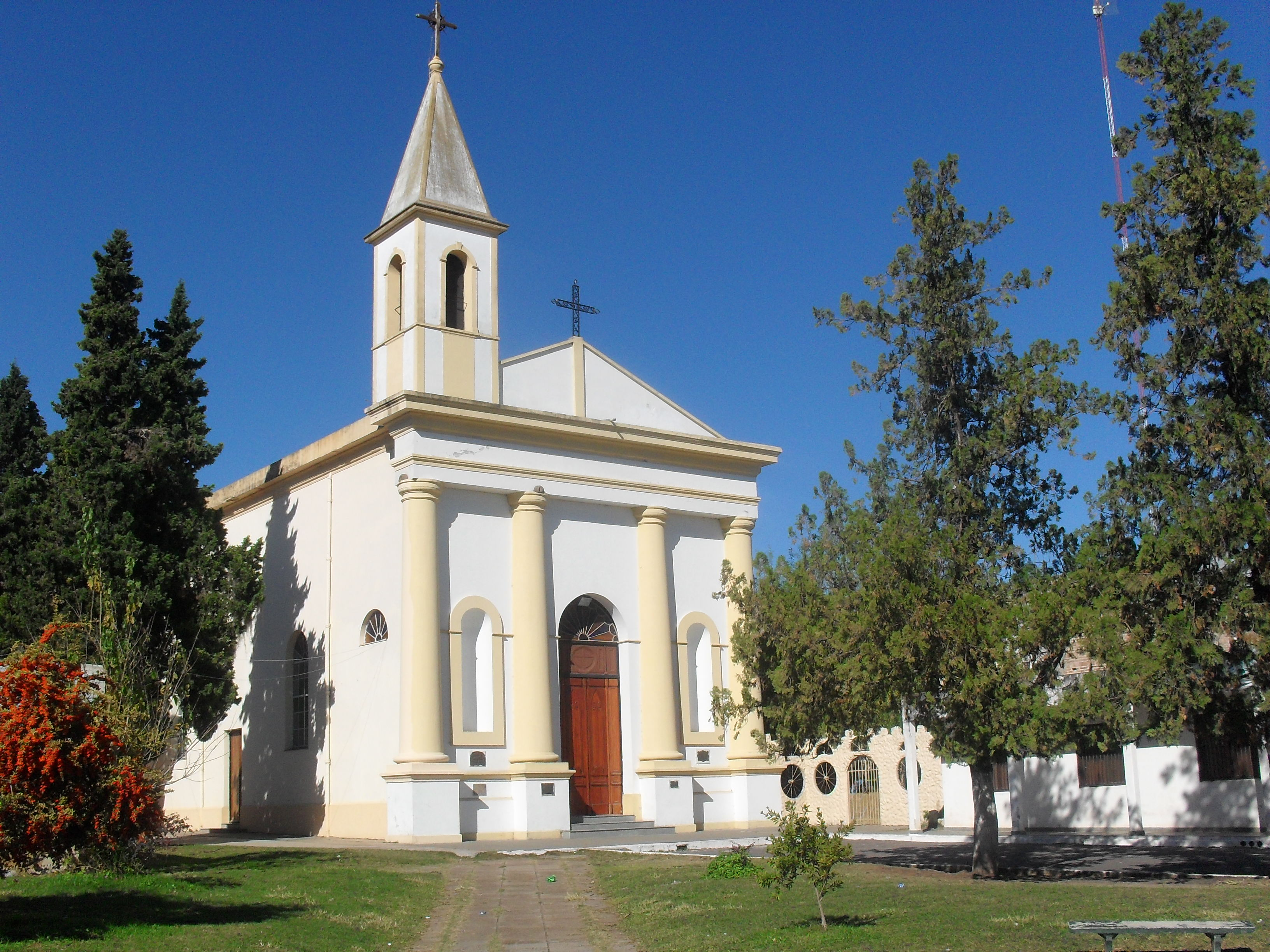
Parroquia San Benito Abad de San Benito
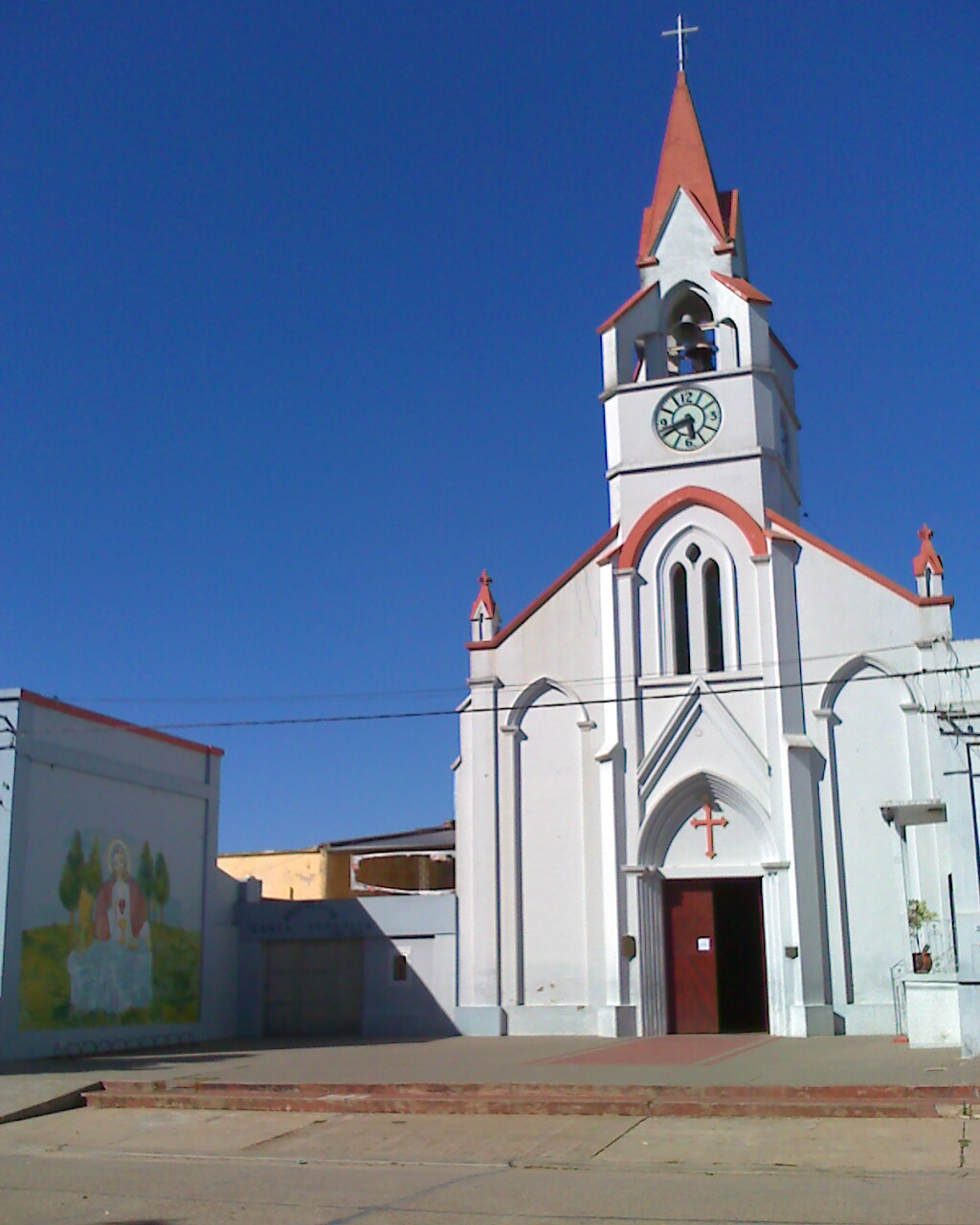
Iglesia de Seguí